# Pascal Notthoff
Pascal Notthoff (* 27. April 1963 in Bottrop) ist ein ehemaliger deutscher Fußballspieler.

## Karriere
1974 begann Notthoff mit dem vereinsmäßigen Fußballspielen beim Bottroper Verein Blau-Weiß Fuhlenbrock. 1978 wechselte er in die Jugend des MSV Duisburg. Als U-19-Spieler kam er zu seinem ersten Einsatz in der Bundesliga. Unter Trainer Kuno Klötzer wurde er in der Saison 1981/82 im letzten Spiel der Rückrunde gegen Fortuna Düsseldorf im heimischen Stadion beim 2:1-Sieg des MSV eingesetzt. Der MSV stieg ab, Notthoff blieb und spielte die nächsten vier Jahre mit dem MSV in der zweiten Liga. In den vier Jahren war er Stammspieler. 1986 ging er zu Alemannia Aachen und spielte zwei weitere Jahre in der zweiten Liga. Danach wechselte er in die Oberliga Nordrhein zum Wuppertaler SV, mit dem er in seiner zweiten Saison Meister wurde, jedoch in der Aufstiegsrunde zur 2. Bundesliga scheiterte. Er ist der ältere Bruder von Patrick Notthoff.